# Poiana Stampei
Poiana Stampei település Romániában, Bukovinában, Suceava megyében.

## Fekvése
A Dorna patak völgyében fekvő település.

## Leírása

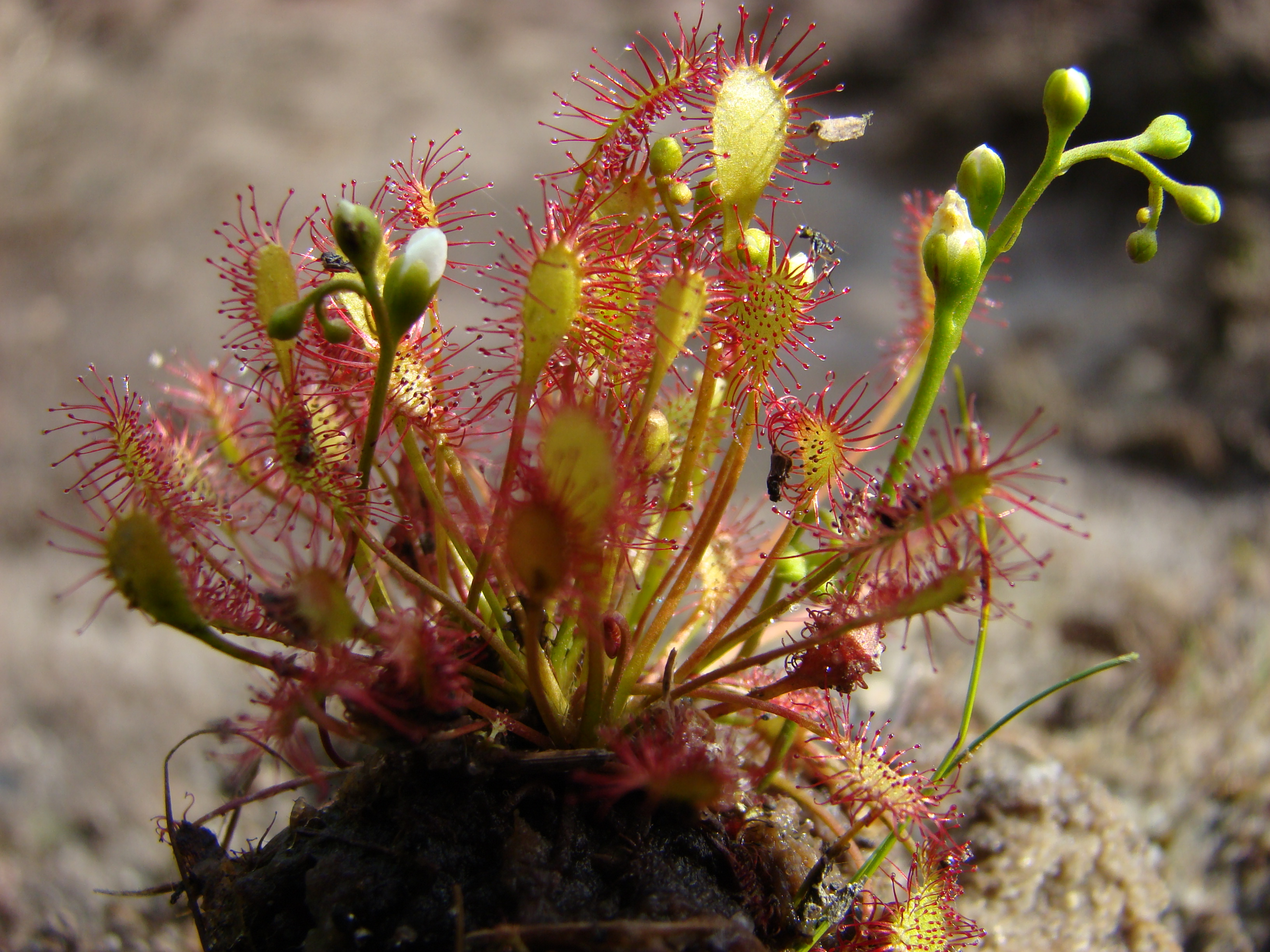
A rovarevő harmatfű (Drosea)

Poiana Stampei a Dorna völgyének legrégibb települése. Lakóházai közül sok szépen díszített, melyek a környék népi építészetének különleges értékei.

## Nevezetességei
A falu közelében található tőzegláp 400 hektár területen fekszik, melyen különleges növényzet található. Itt tenyészik egy különleges, ritka harmatfű-fajta (Drose), amely a rovarevő növények közé tartozik. A tőzeglápon aszályos években egy ideiglenes fahídon lehet átkelni, míg nedvesebb évszakokban csak gumicsónakon közelíthető meg.